# Trepimäe
Trepimäe (est. Trepimäe järv) – jezioro w Estonii, w prowincji Valgamaa, w gminie Otepää. Położone jest na wschód od wsi Pilkuse. Ma powierzchnię 1,1 ha, linię brzegową o długości 394 m, długość 145 m i szerokość 85 m. Sąsiaduje z jeziorami Väike-Juusa, Kaarnajärv, Pilkuse.